# Mononeuria minima
Mononeuria minima – gatunek rośliny z rodziny goździkowatych (Caryophyllaceae). Występuje w południowo-środkowej części USA (stany: Arkansas, Luizjana, Missouri, Teksas).

## Morfologia
PokrójRoślina jednoroczna z cienkim korzeniem palowym. Łodyga prosto wzniesiona do podnoszącej się, pojedyncza lub rozgałęziona u nasady. Pędy często czerwono nabiegłe z powodu zawartości antocyjanów.
LiścieSiedzące, u nasady parami zrośnięte w pochwę, jednożyłkowe, wąskoeliptyczne, zaostrzone na szczycie, cienkie.
KwiatySiedzące, wyrastające skrętolegle pojedynczo w węzłach górnej części pędów, wsparte liściopodobnymi przysadkami. Hypancjum kubeczkowate. Działek 5, trójkątniejajowatych do 1 mm długości, zielonych lub czerwonych, z brzegiem błoniastym w kolorze białym, na szczycie zaostrzonych. Płatków brak. Pręcików jest 5 i tyle samo jest przemiennie względem nich wyrastających łuskowatych prątniczek. Słupki 3, nitkowate, znamiona 3.
OwoceJajowate torebki otwierające się na szczycie trzema klapkami. Zawierają ok. 30 (rzadziej do 60) bocznie spłaszczonych nasion.

## Systematyka i zmienność
Gatunek włączany był do monotypowego rodzaju Geocarpon Mackenzie, Torreya 14: 67. 8 Apr 1914 i pierwotnie zaliczony został do rodziny pryszczyrnicowatych Aizoaceae. W połowie XX wieku przeniesiony został do rodziny goździkowatych na podstawie dokładniejszych analiz cech morfologicznych, przy czym klasyfikowano go do monotypowego plemienia Geocarpeae z podrodziny Alsinoideae. W 2014, w wyniku analiz filogenetycznych z wykorzystaniem danych molekularnych włączony został do rodzaju Mononeuria H. G. L. Reichenbach, Deutsche Bot. Herbarienbuch (Nom.) 205; (Syn. Red.) 118. Jul 1841.